# Lennart Jähkel
Carl Gustav Lennart Jähkel, född 27 september 1956 i Piteå i Norrbottens län, är en svensk skådespelare.

## Biografi
Lennart Jähkel är född i Piteå men uppvuxen i Timrå och son till Carl Jähkel och Carin, född Hjorth. Han har tyska rötter på sin fars sida. Lennart Jähkel studerade vid Statens scenskola i Malmö 1979–1982 och har därefter varit engagerad på olika teatrar. Han är även filmskådespelare och Guldbagge-nominerades för sina insatser i Suxxess (2002) och Så som i himmelen (2004). Han är sedan 1996 aktiv vid Stockholms stadsteater där han medverkat i ett flertal pjäser. Jähkel har även medverkat i några datorspel och gör bland annat rösten som Mulle i PC-spelen om Mulle Meck.
Han har spelat in låten Timrå tisdag (även kallad Brynäsjävlar) under pseudonymen Hank Lennart & and the Sentimental Cowboys, som handlar om Timrå IK:s storhetstid med till exempel "Lill-Strimma" (Lennart Svedberg).
Jähkel har omväxlande spelat seriösa och humoristiska roller och på så vis visat bredd som skådespelare. Till hans allvarligare roller hör insatserna i filmerna Jägarna och Så som i himmelen. För många förknippas Jähkel med rollen Jan-Olof i den populära TV-serien C/o Segemyhr där han spelade mot vännen och kollegan  Johan Ulveson med vilken han även gjorde matlagningsprogrammet Sjön suger i Kanal 9. Till hans mer humoristiska roller hör även rollen som Sven-Erik, den äldsta av de tre bröderna Marklund i TV-serien Pistvakt.

## Filmografi (i urval)
- 1991 – Infödingen
- 1992 – Nordexpressen
- 1992 – Ha ett underbart liv
- 1996 – Jägarna
- 1997 – Under ytan
- 1999 – Lusten till ett liv
- 2000 – Det blir aldrig som man tänkt sig
- 2001 – Pusselbitar
- 2002 – Suxxess
- 2002 – Utanför din dörr
- 2003 – Psalmer från köket
- 2003 – Hjälp! Rånare!
- 2004 – Så som i himmelen
- 2004 – Populärmusik från Vittula
- 2005 – Sex, hopp & kärlek
- 2005 – Pistvakt
- 2006 – Wallander – Hemligheten
- 2006 – Boog & Elliot – Vilda vänner (röst)
- 2006 – Quinze (röst)
- 2007 – Sara & Draken
- 2012 – Fuck Up
- 2012 – ParaNorman (röst)
- 2012 – Modig (röst)
- 2013 – Tyskungen
- 2013 – Frost (röst)
- 2015 – Så ock på Jorden
- 2015 – Granny's Dancing on the Table
- 2016 – Zootropolis (röst)
- 2016 – Hitta Doris (röst)
- 2016 – Sing (röst)

## TV (urval)
- 1985 – Korset (TV-serie)
- 1987 – Goda grannar
- 1995 – En nämndemans död (TV-serie)
- 1996 – Sexton
- 1997 – Snoken
- 1998 – Pistvakt – En vintersaga (TV-serie)
- 1998 – Pip-Larssons (TV-serie)
- 1998 – Skärgårdsdoktorn (TV-serie)
- 1998–2004 – C/o Segemyhr
- 1999 – Ett litet rött paket (TV-serie)
- 2000 – Pistvakt - Den andra vintern (TV-serie)
- 2001 – Pusselbitar
- 2001 – Rätt i rutan
- 2002 – Talismanen (TV-serie)
- 2002 – Hjälp! Rånare!
- 2007 – Sanningen om Marika
- 2007 – En riktig jul
- 2008 – Sjön suger
- 2008 – Åkalla (TV-serie)
- 2016–2017 – Fröken Frimans krig (TV-serie)
- 2019 – Playa del Sol
- 2020 – We Got This (TV-serie)
- 2022 – Kronprinsen som försvann (TV-serie)
- 2023 – Hålla samman (TV-serie)

## Teater

### Roller (ej komplett)
| År   | Roll                           | Produktion                                                               | Regi                           | Teater                                          |
| ---- | ------------------------------ | ------------------------------------------------------------------------ | ------------------------------ | ----------------------------------------------- |
| 1982 | Lord Are                       | Benådningen (Restoration) Edward Bond                                    | Tom Deutgen                    | Helsingborgs stadsteater                        |
| 1982 | Gustaf Bitterim                | Läkare (Ärztinnen) Rolf Hochhuth                                         | Lars Svenson                   | Helsingborgs stadsteater                        |
| 1983 | Cléante                        | Den girige (L'Avare ou l'École du mensonge) Molière                      | Hans Polster                   | Helsingborgs stadsteater                        |
| 1983 | Aslak Jacobsen Hætta           | Tiden börjar på nytt Torbjörn Säfve                                      | Jarl Lindblad                  | Norrbottensteatern                              |
| 1984 | Moster Polly Doktor Robinson   | Tom Sawyers äventyr (The Adventures of Tom Sawyer) Mark Twain            | Catherine Parment              | Norrbottensteatern                              |
| 1987 | Medverkande                    | Blasny, Blasny Michael Segerström och Johan Ulveson                      | Johan Sundberg Johnny Melville | Boulevardteatern                                |
| 1988 | Pastor David                   | Kom igen, Charlie (The Foreigner) Larry Shue                             | Peter Dalle                    | Boulevardteatern                                |
| 1990 |                                | Revisorn (Ревизо́р, Revizór) Nikolaj Gogol                                | Ragnar Lyth                    | Boulevardteatern                                |
| 2007 | Max                            | Rock'n'roll Tom Stoppard                                                 | Margareta Garpe                | Stockholms stadsteater                          |
| 2009 | Olle                           | Sista dansen Carin Mannheimer                                            | Malin Stenberg                 | Stockholms stadsteater                          |
| 2011 | Agamemnon                      | Orestien (The Oresteia) Ted Hughes                                       | Tobias Theorell                | Stockholms stadsteater                          |
| 2012 |                                | Brända tomten August Strindberg                                          | Lars Göran Persson             | Stockholms stadsteater på Liljevalchs konsthall |
| 2012 | Georg Darling Kapten Krok      | Peter Pan och Wendy J.M. Barrie i ny version av Anders Duus              | Pia Johansson                  | Stockholms stadsteater                          |
| 2015 | Horace Hardwick                | Top Hat Irving Berlin, Dwight Taylor och Allan Scott                     | Sissela Kyle Hans Marklund     | Malmö Opera                                     |
| 2016 | Fader Laurence                 | Romeo och Julia (The Tragedy of Romeo and Juliet) William Shakespeare    | Linus Tunström                 | Kulturhuset Stadsteatern                        |
| 2016 |                                | Dylansällskapet Dennis Magnusson                                         | Dennis Sandin                  | Kulturhuset Stadsteatern                        |
| 2017 |                                | Århundradets kärlekskrig Ebba Witt-Brattström                            | Nora Nilsson                   | Kulturhuset Stadsteatern                        |
| 2018 | Butter, 429 år                 | Snövit – för vuxna Staffan Valdemar Holm                                 | Staffan Valdemar Holm          | Kulturhuset Stadsteatern                        |
| 2019 |                                | Tolvskillingsoperan (Die Dreigroschenoper) Bertolt Brecht och Kurt Weill | Mellika Melouani Melani        | Kulturhuset Stadsteatern/ Folkoperan            |
| 2020 | Krok, Harald Blåtand med flera | Röde Orm Frans G. Bengtsson                                              | Alexander Mørk-Eidem           | Dramaten                                        |
| 2022 | Medverkande                    | Månen och de andra planeterna Staffan Valdemar Holm                      | Staffan Valdemar Holm          | Kulturhuset Stadsteatern                        |
| 2022 | Pappa Ruben                    | Var är Olle? Amanda Glans och Andreas Kundler                            | Andreas Kundler                | Kulturhuset Stadsteatern                        |
| 2025 | O´Brien                        | 1984 (Nineteen Eighty-Four) George Orwell                                | Sara Cronberg                  | Kulturhuset Stadsteatern                        |

## Ljudboksuppläsningar (urval)
- 2007 – Doppler av Erlend Loe
- 2021 - Mulle Meck bygger ett hus av George Johansson

## Utmärkelser
- 2016 fick Lennart Jähkel Årets Hederspris för sina insatser och långa karriär inom skådespeleri på Västerås filmfestival
- 2024 förlänades Lennart Jähkel Litteris et Artibus för framstående konstnärliga insatser som skådespelare